# 칭다오 방송
칭다오 방송(青岛市广播电视台)은 중국 산둥성 칭다오시에서 방송되는 중화인민공화국의 지역 방송국이다. 본사는 칭다오시 스난 구 닝샤로 200호에 위치해있다.
칭다오 방송은 1949년 6월 2일에 설립된 라디오 방송국인 칭다오인민방송(青岛人民广播电台)과 1970년 5월에 설립되었고, 1971년 9월 14일에 개국한 텔레비전 방송국인 칭다오 텔레비전(중국어: 青岛电视台, 영어: Qingdao Television Station, 약칭 QTV)이 2009년 12월 23일에 합병함으로써 설립되었다.
칭다오 방송은 칭다오인민방송, 칭다오 텔레비전, 칭다오 케이블 네트워크 센터(青岛有线电视网络中心), 칭다오 방송 신문(青岛广播电视报社) 및 기타 기관을 관리하고 있으며, 산하에 청양 구와 라오산 구, 황다오 구의 방송 센터를 관할하고 있다.

## 연혁

### 라디오 방송
- 1933년 6월 : 칭다오 시 최초의 라디오 방송국을 설립. 호출부호 XTGM, 930 kHz, 900 kHz의 주파수와 340m와 333m의 파장, 출력 100W로 하루 9시간 방송되었다.
- 1938년 3월 21일 : 중일전쟁으로 일본이 칭다오 시를 점령한 후, "칭다오방송국(青岛放送局)"을 설립. 중국어와 일본어를 병행하여 방송했으며, 출력 50W으로 송출하였다.
- 1940년 : 青岛放送局에서 青岛广播电台로 개칭. 호출부호 XCDP로 변경. "화베이방송협회(华北放送协会)"의 회원이 됨.
- 1942년 : 송신기 전력을 향상, 제1방송(중국어 방송)은 1150 kHz, 하루 13시간 50분 방송. 제2방송(일본어 방송)은 700 kHz, 하루 12시간 15분 방송.
- 1945년 10월 13일 : 종전 후, 중앙방송관리사무소(中央广播事业管理处)를 통해 칭다오 방송국을 수신. 호출부호는 XRPC, 주파수 1150 kHz, 파장 260.8m, 방송은 5시간 45분간 방송되었다.
- 1946년 3월 : 칭다오의 두 번째 라디오 방송국 개국. 주파수 700 kHz, 파장 428.5m, 출력 100W로 하루 9시간 30분간 방송하였다. 같은 해에 미국 해군에서 라이양로에서 영어 뉴스 라디오 방송국을 설립하였다.
- 1949년 2월 : 칭다오의 세 번째 라디오 방송국 개국. 출력 30W.
- 1949년 6월 2일 : 중국인민해방군이 칭다오를 점거한 후, 칭다오인민방송(青岛人民广播电台)으로 개칭.[1] 하루 8시 30분 동안 방송.
- 1954년 : 송신소 출력을 500W에서 1kW로 변환.
- 1958년 : 제1채널 출력을 3.5kW, 제2채널 출력을 1kW으로 변환.
- 1971년 : 제1채널 출력을 7.5kW, 제2채널 출력을 3.5kW으로 변환.
- 1977년 : 중앙방송국의 요구에 의하여 제1채널에서 중앙인민방송의 프로그램을 방송하기 시작. 출력 10kW.
- 1978년 : 산둥인민방송(山东人民广播电台)의 프로그램을 방송하기 시작.

### 텔레비전 방송
- 1970년 5월 : 텔레비전 방송국인 칭다오 텔레비전 중계 방송국(青岛电视转播台)이 설립. 1971년 9월 14일에 본방송 시작.
- 1976년 1월 1일 : 칭다오 텔레비전(青岛电视台)으로 개명.
- 1980년 : 칭다오 텔레비전의 4번 채널을 공식 사용.
- 1984년 : 칭다오 텔레비전과 중국 텔레비전 제작 센터(中国电视剧制作中心)의 합작 드라마《夜幕下的哈尔滨》촬영.
- 1992년 : 칭다오 케이블 텔레비전(青岛有线电视台) 설립.
- 1995년 : 칭다오 제2 텔레비전(青岛电视二台) 개국. 기존 칭다오 텔레비전 채널은 17번 채널로 이전.
- 1999년 : 칭다오 방송 센터(青岛广播电视中心) 사옥 건립. 칭다오 텔레비전,칭다오 케이블 텔레비전, 칭다오 제2 텔레비전의 3개 방송국이 칭다오 텔레비전으로 통폐합.
- 2001년 : 칭다오 텔레비전 개국 30주년, 약칭을 QDTV에서 QTV로 변경. 채널명 개편.
  - 칭다오 텔레비전(青岛电视台)→뉴스 종합 채널(新闻综合频道)
  - 칭다오 제2 텔레비전(青岛电视二台)→생활 서비스 채널(生活服务频道)
  - 칭다오 케이블 생활 채널(青岛有线生活频道)→드라마 채널(电视剧频道)
  - 칭다오 케이블 예술 채널(青岛有线综艺频道)→영화 채널(电影频道)
  - 칭다오 케이블 스포츠 채널(青岛有线体育频道)→스타일 채널(文体频道)

## 합병 이후
- 2009년 12월 23일 : 칭다오시의 라디오 및 텔레비전 방송국이 합병함으로 칭다오 방송(青岛广播电视台) 설립.
- 2009년 : 영화 채널(电影频道)과 드라마 채널(电视剧频道)이 영화·드라마 채널 (影视频道)로 통합, 기존의 영화 채널은 금융정보채널(财经资讯频道)로 전환. 스타일 채널(文体频道)은 도시 채널(都市频道)로 변경.
- 2011년 :칭다오 당건 텔레비전 채널 (青岛党建电视频道), 여성채널(女性频道) 개국. 같은 해, 종합뉴스채널과 영화·드라마 채널의 24시간 종일방송 실시.
- 2012년 : 금융정보채널(财经资讯频道)이 여행정보채널 (休闲资讯频道)로 전환. 같은 해, 여성채널이 MQTV 모바일 채널(移动频道)로 변경.

## 라디오 채널 목록
칭다오인민방송은 6개의 채널이 있으며, 보조 채널까지 합쳐 9개의 방송이 있다. 이외에 7여개의 지역 공동체 방송국이 있다.

### 칭다오 방송 직영 채널
- 뉴스 채널 (新闻频道)
  - 新闻综合广播 (뉴스과 중앙 라디오 방송, News Radio)
    - FM 107.6MHz / AM 1377kHz / 방송 시간：04:30-00:00

  - 新闻生活广播 (뉴스 생활 방송)
    - FM 97.3MHz / AM 819kHz

- 경제 채널 (经济频道)
  - 经济广播 (경제 라디오 방송)
    - FM 102.9MHz / AM 1251kHz / 24시간 종일 방송 / 1992년 10월 5일에 시험 방송，1993년 3월에 정식 개국.

  - 长书广播 (도서 방송, 애칭 快乐603)
    - FM 99.5MHz / AM 603kHz / 24시간 종일 방송 / 1995년 2월 시험 방송, 1995년 8월 정식 개국.

- 예술 채널 (文艺频道)
  - 文艺广播·私家车电台（문화이주 라디오 방송·자가용라디오）
    - FM 96.4MHz / 방송 시간：24시간 종일 방송 / 文艺部和란 이름으로 1995년 2월에 시험 방송, 8월에 文艺台란 이름으로 정식 개국.

- 교통 채널 (交通频道)
  - 交通广播 (교통 라디오 방송, Traffic Radio)
    - FM 89.7MHz / AM 900kHz / 방송 시간：24시간 종일 방송 / 1999년 12월 28일 시험 방송, 2000년 2월 28일 정식 개국.

- 음악·스포츠 채널 (音乐体育频道)
  - 音乐体育广播 (음악·스포츠 FM라디오 방송, 애칭 Simul Radio FM91.5)
    - FM 91.5MHz / 방송 시간：24시간 종일 방송 / 칭다오인민방송과 베이징인민방송, 봉황 TV의 공동 출자로 2005년 9월 1일 시험 방송, 15일에 정식 개국하였다.

- 고사 채널 (故事频道)
  - 流动的欢乐调频 (애칭 畅行952)
    - FM 95.2MHz / AM 1008kHz / 방송 시간：24시간 종일 방송

### 산하 지역 공동체 채널
- 青岛市黄岛区广播电视台(칭다오 시 황다오 구 방송)
  - 青岛西海岸综合广播(칭다오 서해안 종합편성 라디오)
    - FM 92.6 MHz / 1994년 12월 31일 시험 방송, 1995년 6월 28일 개국.

  - 青岛西海岸交通音乐广播(칭다오 서해안 교통 음악 라디오)
    - FM 95.6 MHz
- 青岛市城阳区广播电视台(칭다오 시 청양 구 방송)
  - 青岛爱车广播 (애칭 爱车940)
    - FM 94.0 MHz
- （附）即墨人民广播电台(지모인민방송)
  - FM 101.7 MHz
- （附）胶州人民广播电台(자오저우인민방송)
  - FM 106.8 MHz
- （附）平度人民广播电台(핑두인민방송)
  - FM 101.1 MHz
- （附）莱西人民广播电台(라이시인민방송)
  - FM 100.7 MHz

## 텔레비전 채널 목록
칭다오 텔레비전은 9개의 채널이 있다.

칭다오 텔레비전 로고

- QTV-1 / 종합 뉴스 채널 (新闻综合频道)
  - 지상파,케이블 겸용 채널 (HD,SD 겸용) / 1971년 9월 14일 개국
- QTV-2 / 생활 서비스 채널 (生活服务频道)
  - 지상파,케이블 겸용 채널 (HD,SD 겸용) / 1995년 1월 19일 개국
- QTV-3 / 영화·드라마 채널 (影视频道)
  - 케이블 채널 (HD,SD 겸용) / 1993년 개국
- QTV-4 / 여행정보채널 (休闲资讯频道)
  - 케이블 채널
- QTV-5 / 도시 채널 (都市频道)
  - 케이블 채널
- QTV-6 / 청소년 여행 채널 (青少旅游频道) SV Channel
  - 케이블 채널
- 党建 / 칭다오 당건 텔레비전 채널 (青岛党建电视频道)
  - 케이블 채널
- MQTV / 모바일 채널 (移动频道)
  - 지상파 모바일 채널
- 중화미식채널(中华美食频道, China Food TV)
  - 디지털 유료 채널 / 2005년 개국. 미국에도 美洲中华美食频道(China Food TV USA)란 이름으로 2011년 2월 1일에 방송되어 뉴욕(타임 워너 케이블), 새크라멘토(KBTV), 샌프란시스코(KMTP, 채널 32.2), 로스앤젤레스(KNLA, 채널 20.3)에서 송출되고 있다.

### 방송 언어
대부분의 채널에는 표준중국어가 사용되지만, 일부 프로그램에서는 관화 계통의 칭다오 방언으로 방송하기도 한다.